# Sauris griseolauta
Sauris griseolauta är en fjärilsart som beskrevs av W. Warren 1906. Sauris griseolauta ingår i släktet Sauris och familjen mätare. Inga underarter finns listade.